# پائول فان دن برگ
پائول فان دن برگ (به بلژیکی: Paul Van Den Berg) بازیکن فوتبال اهل بلژیک و عضو تیم ملی فوتبال بلژیک است که در تاریخ ۳۱ مارس ۱۹۵۷ میلادی اولین بازی ملی‌اش را مقابل تیم ملی فوتبال اسپانیا انجام داد. او در ۳۸ بازی ملی حضور داشت و جمعاً ۳۳۱۳ دقیقه برای تیم ملی فوتبال بلژیک به میدان رفت. پائول فان دن برگ آخرین بازی ملی خود را در تاریخ ۸ اکتبر ۱۹۶۷ میلادی در برابر تیم ملی فوتبال لهستان انجام داد. وی در بازی‌های ملی‌اش ۱۵ گل به ثمر رساند.